# Мікосі
Мікосі (яп. 神輿, божественний паланкін) або мікосі (яп. 御輿, шановний паланкін) — переносні священні сховища в синтоїзмі, в яких переміщаються камі (духи), що мешкають в священних предметах, які зберігаються у мікосі — сінтай  (зазвичай, це мечі, дзеркала, коштовності). Послідовники синтоїзму вірять, що мікосі слугують засобом для перевезення божеств в Японії під час переміщення між головною та тимчасовою святинею під час фестивалю або при переїзді до нової святині. 

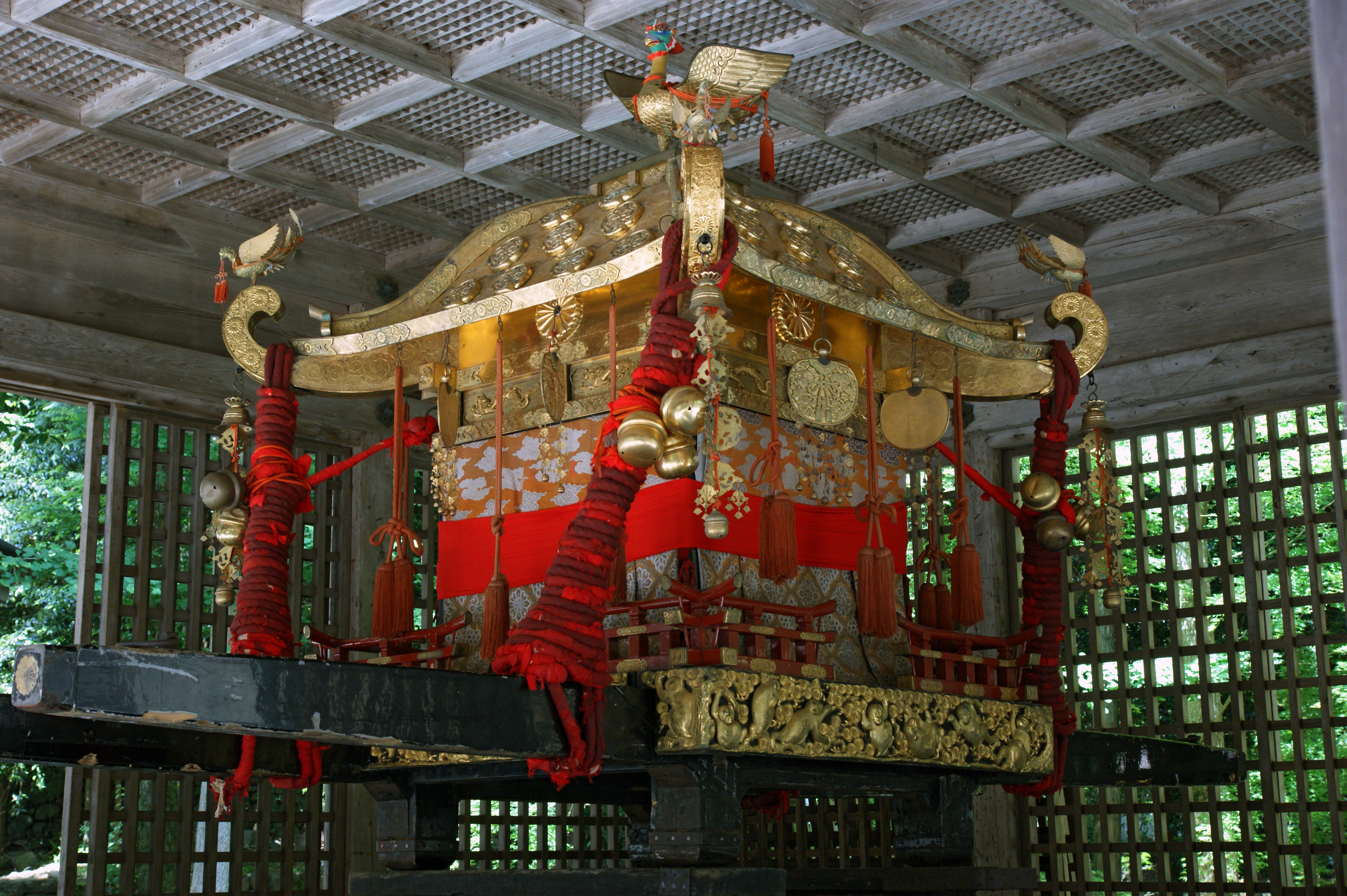
Мікосі Хійосі-тайся в Оцу, префектура Сіга, Японія

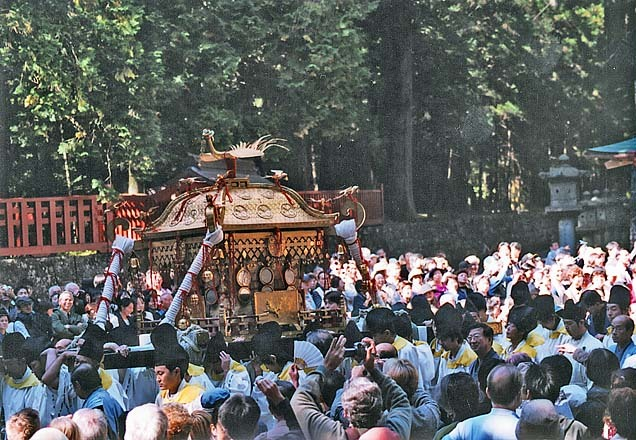
Цей мікосі вшановує Токуґаву Ієясу в Тошо-ґу в Нікко

Зазвичай мікосі мають опуклу, багато прикрашену кришку, виносяться з храмів та кумирень, де вони знаходяться, на традиційні японські свята мацурі та переносяться на зразок паланкіна по вулицях під супровід гучних ритмічних вигуків. Часто мікосі нагадують мініатюрну будівлю зі стовпами, стінами, дахом, верандою та перилами. У прибережних районах носильники мікосі навіть заходять в море, щоб вимолити у богів та духів хороший улов.  
Під час деяких свят, наприклад Хонен-мацурі, носильники розгойдують мікосі з боку в бік. При відборі кандидатів діють певні правила: так, на Хонен-мацурі нести мікосі мають право лише чоловіки 42-річного віку в білому одязі. 
Часто додається почесний японський префікс о- (お), утворюючи омікосі (お神輿). 

## Історія
Перше зареєстроване використання мікосі відбулося в період Нара. Серед перших задокументованих випадків – перенесення у 749 році божества Хатіман з Кюсю до Нари для поклоніння новозбудованому Дайбуцу в Тодай-дзі. Як головна святиня всіх святинь Хатімана в Японії, Уса Дзінґу в префектурі Оїта, Кюсю, вважається батьківщиною мікосі.

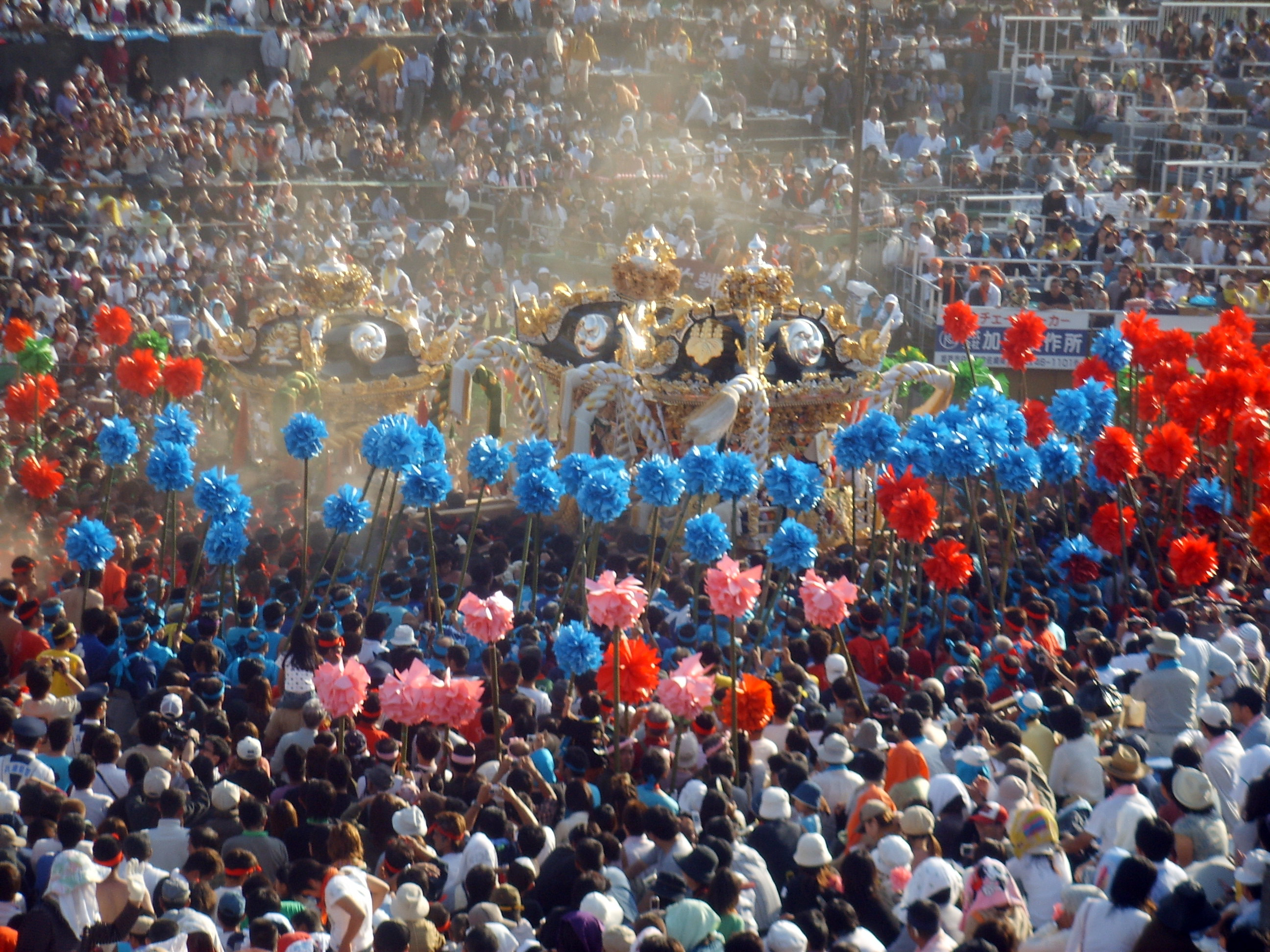
Мікосі бореться з Нада-но-Кенка Мацурі в Хімедзі